# Gerard Salton
Gerard A. "Gerry" Salton (Nuremberg, 8 març 1927 – Nova York, 28 agost 1995), va ser professor d'informàtica a la Universitat de Cornell. Salton era un informàtic que treballava en el camp de la recuperació de l'informació.
Gerhard Anton Sahlmann va néixer el 8 de març de 1927 a Nuremberg, Alemanya. Va obtenir una titulació de Grau (1950) i Máster (1952) en Matemàtiques a la Universitat de Brooklyn, anys més tard es va graduar en el doctorat de Matemàtiques aplicades a Harvard en (1958). Un cop acabats el seus estudis, va ser professor fins a l'any 1965 on va unir-se a la Universitat de Cornell i va co-fundar el seu propi departament d'Informàtica.
Salton va destacar pel seu desenvolupament del model d'espai vector utilitzat àmpliament per la recuperació de l'informació. En aquest model, els documents i les consultes són representats com vectors de recomptes de terme, i la semblança entre un document i una consulta és donat pel cosinus entre el vector del terme i el vector del document. En aquest treball, també va introduir el TF-IDF, o terme-freqüència-invers-freqüència de document, un model en el qual la puntuació d'un terme en un document és la proporció del nombre de termes en aquell document dividit per la freqüència del nombre dels documents en els que aquell terme apareix. (El concepte de freqüència inversa del document, una mesura d'especificitat, va ser introduïda a l'any 1972 per Karen Sparck-Jones.) Més tard, es va interessar pel resum de text automàtic i anàlisi, així com automàtic hypertext generació. Va publicar per damunt 150 articles de recerca i 5 llibres durant la seva vida.
Salton va ser cap d'edició de la Revista de l'ACM, i encarregat del SIGIR. Va ser editor associat de les Transaccions d'ACM sobre els Sistemes d'Informació. L'any 1995 va ser escollit com a Fellow d'ACM per la seva exel·lencia professional. Va rebre el Premi de Mèrit de la Societat americana per Ciència d'Informació (1989), i era el primer destinatari del Premi de SIGIR per contribucions excepcionals per estudiar d'informació retrieval (1983) -- ara cridat el Gerard Salton Premi.